# Виньетка (литература)
Виньетка (/vɪnˈjɛt/ /vɪnˈjɛt/ , UK /vɪˈnɛt/ ) — в литературных произведениях, таких как роман, театральный сценарий, кино-сценарий, скетч и стихи, это короткий эпизод, который сфокусирован на одном временном моменте или персонаже и даёт ясное и точное представление об этом персонаже, идее, окружении и/или объекте. Это короткий, описательный отрывок, в котором, с помощью образов, больше рассказывается о смысле, чем о сюжете .   
Виньетки в литературе использовались и оказали особое влияние в период развития современных представлений о драме. 

## История
Слово виньетка на французском означает «маленькая лоза» а название происходит от рисунков виноградных лоз, которые печатники девятнадцатого века использовали для украшения титульных листов и начала глав книг. 